# Abulafia
Abulafia è il nome di un'importante famiglia ebraica di origine sefardita.

## Origini
Il nome originale è l'ebraico Abūlʿāfiya, a sua volta di origine araba, dal sostantivo abūlʿāfiya, da abū "padre di" e al-ʿāfiya "salute", quindi "padre della salute, speziale, farmacista". Si tratta quindi di un nome professionale come molti altri cognomi ebraici. Le origini sono iberiche, collocabili tra Spagna e Portogallo. A seguito delle espulsioni, gli Abulafia si rifugiarono sulle coste del Mediterraneo centro-orientale e anche in Italia settentrionale.

## Varianti
Tra gli Abulafia italiani sono sorte le varianti, maggiormente adattate alla fonotassi italiana, Abolaffi, Abolaffio, Abulaffi, Abulaffia, Bolaffi, Bolaffio.

## Persone
- Abramo Abulafia, filosofo e mistico spagnolo
- Alberto Bolaffi, filatelista italiano
- David Abulafia, storico britannico